# Алсидес Гиђа
Алсидес Едгардо Гиђа Перејра (шп. Alcides Edgardo Ghiggia Pereyra; 22. децембар 1926—16. јул 2015) био је уругвајско−италијански фудбалер.

## Биографија
Током фудбалске каријере играо је за две репрезентације, Уругвај и Италију. Наступао је за уругвајске клубове Пењарол и Данубио и за италијанске клубове Рому и Милан.
Године 1950, Гиђа је тада играјући за Уругвај, постигао победнички гол против Бразила у финалном мечу Светског првенства. Утакмица је одиграна на стадиону Маракана у Рио де Жанеиру. Меч се сматра једним од највећих изненађења у историји фудбала; пошто је Уругвај победио резултатом 2:1 репрезентацију Бразила која је као домаћин била апсолутни фаворит.
Након играчке каријере, тренирао је Пењарол током 1980. године.
Породица му је била је пореклом из кантона Тичино, на југу Швајцарске.
Последње године живота је провео у својој кући у Лас Пиједрасу, Уругвај. Преминуо је у 88 години 16. јула 2015. у приватној болници у Монтевидеу. Био је последњи преживели фудбалер историјске финалне утакмице Бразил−Уругвај на Светском првенству 1950. године, а преминуо је 16. јула 2015, на 65. годишњицу утакмице. У једном осврту на ту утакмицу је рекао: "Само су три човека икада утишала Маракану: Папа (Јован Павле II), Френк Синатра и ја".

## Трофеји

### Клуб
Пењарол
- Примера Дивисион: 1949, 1951.

Рома
- Куп сајамских градова: 1961.

Милан
- Серија А: 1962.

### Репрезентација
- Светско првенство: 1950.

### Индивидуални
- Први тим Светског првенства: 1950.
- Голден фут: 2006 (легенда)[7]
- Кућа славних ФК Рома[8]